# Ruggning (biologi)

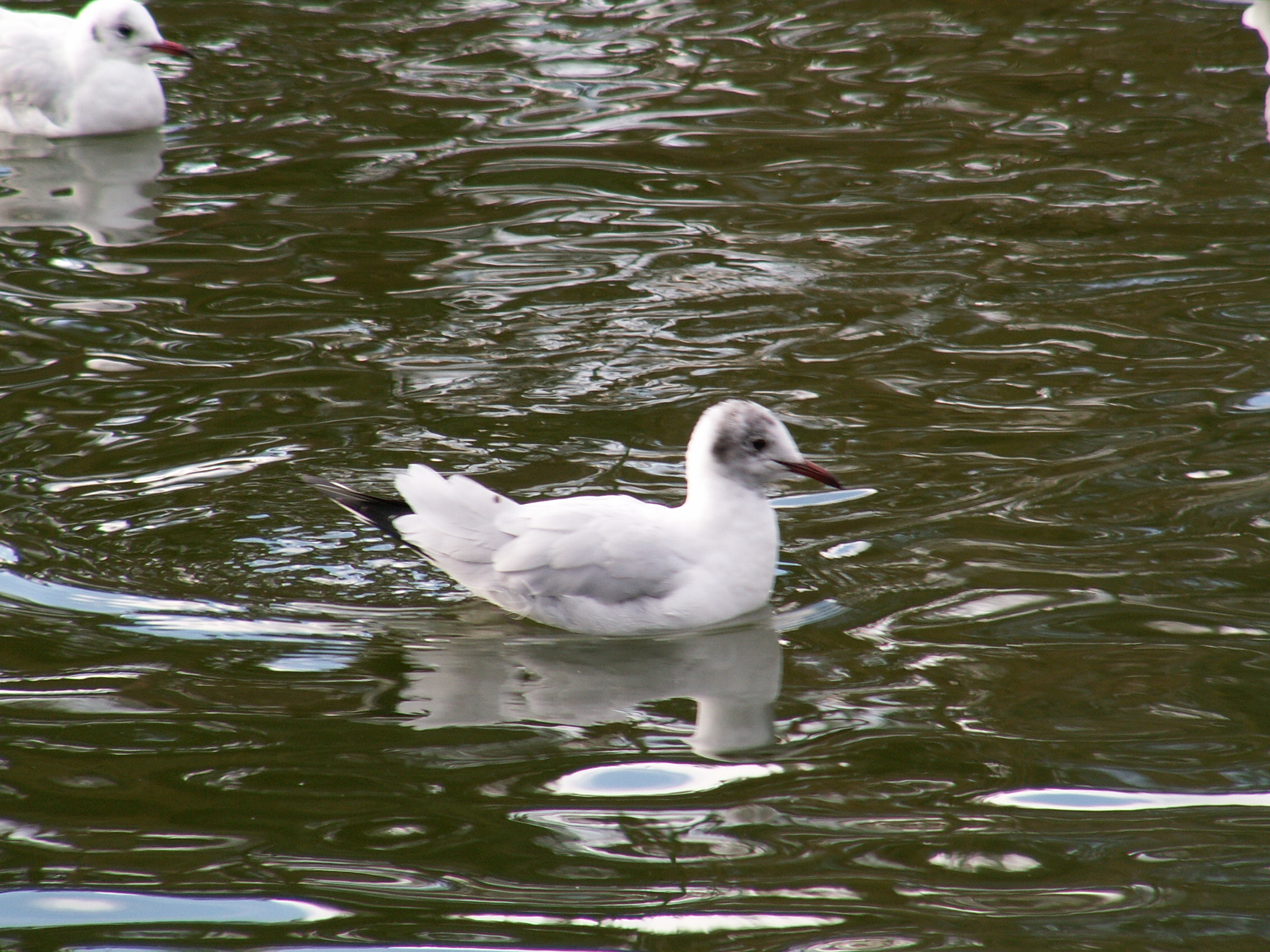
Fotografi av en skrattmås som ruggar från vinter- till sommardräkt.
Skrattmåsen är ett bra exempel på fåglar, vars adulta vinterdräkt skiljer sig från sommardräkten. Det tydligaste är att skrattmåsens brunsvarta huvud som är så typiskt för skrattmåsen på sommaren, på vintern är utbytt mot ett vitt huvud med en liten svart prick bakom ögat.

Ruggning är den regelbundet återkommande processen hos fåglar som innebär att gamla fjädrar byts ut mot nya. Ruggningen gör alltså att fjädrar som kan vara slitna och skadade ersätts med nytillverkade, som har full funktion.

## Allmänt
Eftersom fjäderdräkten slits byter fåglarna ut sina fjädrar vilket kallas ruggning. Under ruggningen lossnar de gamla fjädrarna och nya växer ut. Detta sker cykliskt, och för merparten av världens arter, en eller två gånger om året. Under ruggningen byter fågeln antingen alla sina fjädrar vilket kallas komplett ruggning, eller delar av sina fjädrar, så kallad partiell ruggning.
Den första fjäderdräkten en fågel har är dundräkten. Efter dundräkten anläggs den juvenila dräkten. Den juvenila fågelns första ruggning som ersätter hela eller, vilket är vanligast, delar av den juvenila dräkten kallas postjuvenil ruggning. Beroende på art tar det olika många år, och olika många ruggningsperioder innan fågeln får sin adulta fjäderdräkt. 
Olika arter uppvisar olika ruggningsstrategier även inom samma art kan olika ruggningsstrategier förekommer, exempelvis kan icke könsmogna individer ha en annan ruggningsstrategi än adulta fåglar. Ett annat exempel är arter där det både förekommer flyttfågelspopulationer och stannfågelspopulationer vilka då ofta uppvisar olika ruggningsstrategier.
Många arter ruggar bara en gång per år, exempelvis svanar, gäss, mindre rovfåglar, ugglor, hackspettar och många tättingar (speciellt stannfåglar). Några av dessa arter ruggar alla sina vingfjädrar så snabbt (oftast direkt efter häckning) att de mister flygförmågan under en period, exempelvis trana, strömstare och gäss. Dessa fåglar måste under denna period uppsöka ett område med gott om föda och skydd mot predatorer. Denna totala ruggning sker oftast direkt efter häckningen. Andra arter som exempelvis större rovfåglar och andra arter som tillbringar merparten av sitt liv i luften, exempelvis albatrosser, kan ta flera år på sig innan de har ruggat alla sina vingpennor. Många arter har olika fjäderdräkter under olika årstider och fåglarna kan då se väldigt olika ut beroende på när på året man ser dem. 
Ruggningen är en mycket energikrävande process, inte bara för att fågeln måste producera nya fjädrar utan även för att den måste kompensera för försämrad flygförmåga och isoleringsförmåga. Den måste även konsumera mer föda och ibland även specifik föda som innehåller vissa färgämnen, exempelvis karotenoider, för att utveckla en konkurrenskraftig fjäderdräkt.
För fåglar som ruggar vid två tillfällen per år finns fördelen att de kan anlägga en färgrik och iögonfallande dräkt före häckningsperioden som kan fungera som sexuell signal för att sedan rugga till en fjäderdräkt som är anpassad för det klimat som möter fågeln i vinterkvarteret.

## Ruggning och flyttning

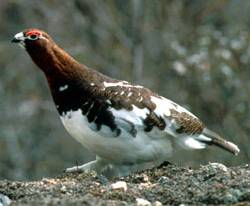
Merparten av världens fåglar ruggar en eller två gånger om året men det finns undantag som exempelvis riporna (Lagopus) som ruggar aktivt vid tre eller fyra tillfällen varje år. I september ruggar exempelvis dalripan till en helvit dräkt som den bär fram till maj för att sedan under sommaren rugga två eller tre gånger till då den anlägger fler och fler bruna fjädrar. Allt för att dräkten ska vara så väl anpassad till miljön som möjligt vilket ökar dalripans kamouflerande skydd mot rovdjur.

Arter som flyttar långa sträckor har en ruggning som tidsmässigt är samordnad med flyttningsperioden så att flygförmågan är så bra som möjligt vid flyttningen. Vissa arter ruggar efter höstflyttningen, det vill säga i vinterkvarteret, medan andra ruggar före flyttningen nära häckningsplatsen. En tredje variant är de som påbörjar en ofullständig ruggning på häckningsplatsen före flyttningen, som sedan upphör med ruggningen och flyttar för att sedan rugga klart i vinterkvarteret.

## Nötning av fjäderdräkten
Det är inte bara mekanisk nötning som sliter på fjädrarna utan även solljus. De ljusa partierna på fjäderdräkten slits snabbare än de mörka.
Om en fjäder däremot rycks ut helt och hållet så växer en ny ut när som helst på året. 

## Skräckruggning
Vissa fågelarter kan vid fara tappa ett flertal fjädrar på en och samma gång, förmodligen för att förvirra ett anfallande djur. Exempelvis järpe och koltrast har sådan skräckruggningsmöjlighet.

## Benämningar på utvecklingsstadier
Det finns flera system för att benämna fåglars utvecklingsstadier. Dessa system kan utgå ifrån ålder eller utifrån vilken fjäderdräkt och vilket ruggningsstadium som fågeln befinner sig i och ibland kombineras systemen.

### Dräktbeteckningar
- Pulli (förkortas pull.), avser stadiet när ungen är nykläckt, under tillväxt och bär någon form av dundräkt. En vardaglig benämning är dununge.
- Juvenil (förkortas juv.), avser stadiet efter pulli när fågeln är färdigväxt och bär sin första riktiga fjäderdräkt.
- Postjuvenil avser alla dräkter efter den juvenila.
- Subadult (förkortas subad.), avser perioden innan den adulta då fågeln inte är fullt utfärgad. Begreppet är oprecist och används ofta vid åldersbedömning av trutar och större rovfåglar.
- Adult (förkortas ad.), avser det "sista" dräktmönster som fågeln anlägger och som den sedan bär livet ut. Självklart fortsätter fågeln att rugga livet ut, och många arter har olika dräkter på sommaren respektive vintern.

Man talar även om ungfågel, vilket är ett oprecist begrepp för en ännu inte adult fågel. Ungfågel är inte synonym med juvenil.
Utöver detta talar man också om 1:a vinterdräkt, 1:a sommardräkt, 2: vinterdräkt etc. 1:a vinterdräkt anläggs exempelvis hos måsar och trutar efter juvenil dräkt medan vissa större fåglar, som rovfåglar bär sin juvenila dräkt genom hela första vintern och sedan anlägger sin 1:a sommardräkt efter sin juvenila dräkt.
Nedan följer dräktbeteckningar som inte är direkt kopplade till fågelns utvecklingstadium. 
- Praktdräkt innebär att hanfågeln, speciellt bland änder, anlägger en distinktare och färggladare fjäderdräkt vid parningstid. Denna fjäderdräkt bärs under senhöst, vinter och vår.
- Eklipsdräkt är en diskretare färgad fjäderdräkt som anläggs före eller efter häckningsdräkten hos exempelvis änder och vissa vadare. Andhanar anlägger en eklipsdräkt under sommaren och under denna period ruggar de sina vingpennor och blir därmed flygoförmögna. Denna diskreta dräkt fungerar då som ett skydd genom sina kamouflagekvaliteter.

### Åldersbeteckningar
Man använder sig även av ett åldersbenämningssystem som bygger på kalenderår, där första kalenderåret benämns 1K, andra 2K, tredje 3K etc. Första kalenderåret sträcker sig alltså från det att fågeln kläcks på sommaren till sista december samma år. 2k är fågeln mellan första januari på sitt andra kalenderår till sista december samma år. Vissa arter blir adulta som 2K medan andra blir det först som 4K. Om man inte kan avgöra om fågeln är 2K eller äldre skriver man 2K+.